# Villers-aux-Bois
Villers-aux-Bois település Franciaországban, Marne megyében. Lakosainak száma 321 fő (2022. január 1.). Villers-aux-Bois Moslins, Chaltrait és Blancs-Coteaux községekkel határos.

## Népesség
A település népessége az elmúlt években az alábbi módon változott:
| Lakosok száma | 159  | 197  | 256  | 254  | 326  | 325  | 326  | 330  | 330  | 321  |
|               | 1968 | 1982 | 1990 | 2006 | 2013 | 2015 | 2017 | 2019 | 2020 | 2022 |